# Rosa Roth – Lügen
Lügen ist ein deutscher Fernsehfilm von Carlo Rola aus dem Jahr 1995. Es handelt sich um die zweite Episode der ZDF-Kriminalfilmreihe Rosa Roth mit Iris Berben in der Titelrolle einer Kriminalkommissarin der Berliner Mordkommission, die in ihrem zweiten Fall mit einem AIDS-Skandal und dessen Folgen konfrontiert wird. Roths Mitarbeiter Charly Kubick, Jürgen Roeder und Karin von Lomanski werden wiederum von Jockel Tschiersch, Zacharias Preen und Carmen-Maja Antoni verkörpert, ihr Vorgesetzter Günther Zorn von Gunter Schoß.
Die Haupt-Gaststars dieser Folge sind Ulrich Mühe, Marita Marschall, Hansa Czypionka, Herb Andress, Heikko Deutschmann und Nele Mueller-Stöfen. 

## Handlung
Dem Film vorangestellt ist folgendes Zitat: „ich liege bei dir, deine arme halten mich, deine arme halten mehr als ich bin. deine arme halten, was ich bin wenn ich bei dir liege und deine arme mich halten.“ (ernst jandl)
Rosa Roth, Kriminalkommissarin bei der Berliner Mordkommission, wird zu einer Müllhalde gerufen, auf der eine tote junge Frau gefunden wurde. Roth kennt sie, sie war vor kurzem bei ihr, um eine Aussage zu machen. Die Germanistik-Studentin Tanja wurde unter falschen Versprechungen nach Deutschland gelockt, wo sie dann als Prostituierte arbeiten musste. Roth spricht mit den Betreibern der Eden-Bar Heiner Bolling und Robert Machatzke, die natürlich abstreiten irgendetwas zu wissen oder mit der Sache zu tun zu haben. Sie verweisen darauf, dass sie mit einer Swetlana zusammen gewesen seien. Swetlana sagt später aus, dass die beiden Männer ihr angedroht hätten, dass sie genauso ende wie Tanja, wenn sie ihren Anweisungen nicht folge. Sie habe große Angst gehabt. Tanja habe sterben müssen, weil sie aussteigen wollte und Bolling und Machatzke gedroht habe, alles auszusagen, was sie wisse. Obwohl beide ihren Kopf noch einmal aus der Schlinge ziehen können, erbringt Roth letztendlich den Beweis, dass sie Tanja auf dem Gewissen und Swetlana unter Druck gesetzt haben.
Als Roth kurz vor Schließung des Supermarkts noch schnell dort einkauft, trifft sie auf eine weinende junge Frau, derer sie sich annimmt. Sie erfährt von ihr, dass sie schwanger sei, und bei einer Bauchspeicheldrüsenoperation im Krankenhaus eine Blutübertragung mit verseuchtem Blut bekomme habe, und nun HIV-infiziert sei und, noch schlimmer, auch das Kind in ihrem Bauch mit diesem Risiko belastet sei. Ihr Freund habe sie verlassen, ohne dass sie ihm von ihrer Schwangerschaft erzählt habe. Roth sucht daraufhin Jakob Seiler auf, den Freund von Gerlinde Koch. Die Kommissarin muss feststellen, dass der Mann ebenfalls ziemlich am Ende ist. 
Roth begleitet Koch zu einem Treffen aller Personen, die in dem Krankenhaus mit verseuchten Blut infiziert worden sind. Ein Dr. Schröder, ein vermögender Mann, will, dass alle Beteiligten eine Klage gegen die Verantwortlichen anstrengen, er werde die Kosten übernehmen. Unter den Anwesenden herrscht jedoch Uneinigkeit über das weitere Vorgehen, weil viele überhaupt keine Chance sehen, einen derartigen Prozess gewinnen zu können. Unter den Infizierten ist auch der Maler Holger Zobel, der Roth auffällt, nicht nur, weil er sie treffend skizziert hat. Sie folgt seiner Einladung, sich seine Bilder einmal anzusehen.
In einem Prozess wird Dr. Hubert Mehring, der Arzt, der die verseuchten Blutkonserven verwendet hat, zu einer Freiheitsstrafe von zwanzig Monaten, die zur Bewährung ausgesetzt wird und einer Geldstrafe in Höhe 500.000 DM verurteilt, was die anwesenden Betroffen in Aufruhr versetzt. Sein Anwalt meint zu ihm, er solle sehr froh sein, sei er ja auch, erwidert Mehring aber die Geldstrafe …, woraufhin der Anwalt entgegnet, da bliebe ja noch eine Menge übrig. Vor allem der Betroffene Reiner Angermann, kann sich kaum beruhigen und meint, 500.000 DM zahle Mehring aus der Portokasse. Selbst wenn er die Strafe gezahlt habe, blieben ihm ja nachweislich immer noch 1,5 Mio. übrig. Angermann wettert, die da oben würden doch alle unter einer Decke stecken, selbst der Richter und der Staatsanwalt. Umbringen müsste man solche Leute. 
Als bei Gerlinde Koch die Krankheit ausbricht, können Roth und Zobel, die Angst um die junge Frau haben und ihrem Wagen gefolgt sind, nicht verhindern, dass sie mit ihrem Auto ungebremst auf eine Mauer zufährt, woraufhin sie in dem in einem Flammenmeer explodierenden Wagen den Tod findet. Kochs Freund, Jakob Seiler, ein eigentlich sanftmütiger Typ, kann und will das nicht so hinnehmen und dringt in die Wohnung des Arztes Mehring ein, der bei einem Gerangel übers Balkongeländer fällt und den Tod findet. Auch Albert Strasser, der das verseuchte Blut in Umlauf gebracht hat, wird von Seiler bestraft, indem er ihn mit mehreren Schüssen niederstreckt. Übrig bleibt noch der dritte Mann, ein Dr. Berghahn vom Gesundheitsministerium, der seinen Unbedenklichkeitsstempel für die aus Südamerika angelieferten Blutkonserven, die nicht untersucht worden waren, auf die entsprechenden Papiere gesetzt hat. Vor laufender Kamera zwingt Seiler mit Hilfe von Roth den Mann, dem er eine Pistole an den Kopf hält, zuzugeben wie das Ganze gelaufen ist und wie überaus gut die drei Männer daran verdient haben. Anrückende Polizei schießt auf Seiler, der verletzt auf einer Trage abtransportiert wird. Wichtig war ihm, dass Roth ihm zuvor noch versichert hat, dass sie ihn verstehen könne. Zu Gerlinde Kochs Beerdigung sind einzig Roth und Zobel anwesend, trauernd verlassen sie Arm in Arm den Friedhof.

## Produktionsnotizen
Der Film wurde 1995 in Berlin und Umgebung gedreht. Jürgen Fortmann und Gregor Goritschnig hatten die Aufnahmeleitung, Hans Reichel war für die Produktionsleitung zuständig und Norbert Sauer trat als Produzent auf. Die Regieassistenz lag beim Sohn der Hauptdarstellerin Oliver Berben sowie bei Regina Spreer. Die Redaktion oblag Klaus Bassiner. Gedankt wurde der Fliegerstaffel Ost des GBS in Berlin-Tempelhof. Es handelt sich um eine Produktion der Ufa Fernsehproduktion GmbH Berlin im Auftrag von ZDF/ORF.

## Rezeption

### Kritik
Die Kritiker der Fernsehzeitschrift TV Spielfilm gaben dem Film die bestmögliche Wertung, Daumen nach oben, für Anspruch und Action gab es einen Punkt von drei möglichen, für Spannung zwei. Weiter hieß es, dies sei „der zweite Fall für die erfolgreiche wie populäre Fernsehkommissarin Rosa Roth, die Iris Berben gemeinsam mit Regisseur Carlo Rola“ entwickelt habe. Das Fazit der Kritiker lautete: „Ein Fall aus der Konserve, aber trotzdem frisch“.

### Veröffentlichung
Die Folge Lügen wurde am 11. November 1995 zur Hauptsendezeit im ZDF erstausgestrahlt.
Die ersten sechs Folgen der Reihe wurden von Studio Hamburg Enterprises am 25. Mai 2012 auf DVD herausgegeben.